# Camping World Bowl 2019
Match précédent Match suivant
Le Camping World Bowl 2019 est un match de football américain de niveau universitaire joué après la saison régulière de 2019, le 28 décembre 2019 au Camping World Stadium de Orlando dans l'État de Floride aux États-Unis.
Il s'agit de la 30e édition du Camping World Bowl.
Le match met en présence l'équipe indépendante des Fighting Irish de Notre Dame et l'équipe des Cyclones d'Iowa State issue de la Big 12 Conference.
Il débute à 20 heures locales et est retransmis à la télévision par ESPN.
Sponsorisé par la société Camping World (en), le match est officiellement dénommé le Camping World Bowl 2019.
Notre Dame gagne le match sur le score de 33 à 9.

## Présentation du match
Il s'agit de la première rencontre entre ces deux équipes
| Équipes                                                                                              | Conférences | Entraîneurs        | Stats. saison rég. | Classements avant le bowl | Classements avant le bowl | Classements avant le bowl |
| --- | ----------- | ------------------ | ------------------ | ------------------------- | ------------------------- | ------------------------- |
| Équipes                                                                                              | Conférences | Entraîneurs        | Stats. saison rég. | CFP                       | AP                        | Coaches                   |
| Fighting Irish de Notre Dame                                                                         | IND.        | Brian Kelly        | 10 - 2             | #15                       | #14                       | #14                       |
| Cyclones d'Iowa State                                                                                | B12         | Matt Campbell (en) | 7 - 5              | NC                        | NC                        | NC                        |
| - Arbitre : David Smith (SEC) - Équipe donnée favorite par les bookmakers : Notre Dame par 3½ points |             |                    |                    |                           |                           |                           |

### Fighting Irish de Notre Dame
Avec un bilan global en saison régulière de 10 victoires et 2 défaites, Notre Dame est éligible et accepte l'invitation pour participer au Camping World Bowl de 2019.
À l'issue de la saison 2019 (bowl non compris), ils seront classés #14 aux classements CFP et #15 au classement AP et Coaches.

C'est leur 2e participation au Camping World Bowl :
| Date             | Vainqueur                  | Score   | Finaliste                 | Bilan |
| ---------------- | -------------------------- | ------- | ------------------------- | ----- |
| 29 décembre 2011 | Seminoles de Florida State | 18 - 14 | Notre Dame Fighting Irish | 0 - 1 |

| Postes      | Joueurs        | Statistiques                                                      |
| ----------- | -------------- | ----------------------------------------------------------------- |
| Quarterback | Ian Book       | 220/371 passes réussies pour 2 787 yards, 33 TDs, 6 interceptions |
| Coureur     | Tony Jones Jr. | 133 courses pour 722 yards nets gagnés et 5 TDs                   |
| Receveur    | Chase Claypool | 59 réceptions pour 891 yards et 12 TDs                            |

### Cyclones d'Iowa State
Avec un bilan global en saison régulière de 7 victoires et 5 défaites (5-4 en matchs de conférence), Iowa State est éligible et accepte l'invitation pour participer au Camping World Bowl de 2019.
Ils terminent 5e de la Big Ten Conference derrière #4 Oklahoma, #7 Baylor, #25 Oklahoma State et Kansas State. À l'issue de la saison 2019, ils n'apparaissent pas dans les classements CFP, AP et Coaches.
C'est leur première apparition au Camping World Bowl.
| Postes      | Joueurs         | Statistiques                                                      |
| ----------- | --------------- | ----------------------------------------------------------------- |
| Quarterback | Brock Purdy     | 295/445 passes réussies pour 3 760 yards, 27 TDs, 9 interceptions |
| Coureur     | Breece Hall     | 169 courses pour 842 yards nets gagnés et 9 TDs                   |
| Receveur    | Deshaunte Jones | 72 réceptions pour 832 yards et 2 TDs                             |

## Résumé du match
Résumé et photo sur la page du site francophone The Blue Pennant.
Début du match à  12 h 08 min, fin à  15 h 14 min pour une durée totale de jeu de 03 h 03 min, températures de 24 °C, vent d'ESE de 16 km/h, ciel couvert.
| QT            | Temps         | Drive         | Drive         | Drive         | Équipe        | Description de l'action | Score | Score |
| ------------- | ------------- | ------------- | ------------- | ------------- | ------------- | --- | ----- | ----- |
| QT            | Temps         | Jeux          | Yards         | TDP           | Équipe        | Description de l'action | ND    | ISU   |
| 1             | 09:34         | 8             | 21            | 04:05         | ND            | FG de 39 yards par K Jonathan Doerer                                                                                                  | 3     | 0     |
| 1             | 03:20         | 8             | 58            | 03:43         | ND            | TD de 24 yards à la suite d'une passe de QB Ian Book réceptionnée par WR Chase Claypool + 1 point de conversion par K Jonathan Doerer | 10    | 0     |
| 2             | 09:27         | 7             | 43            | 02:48         | ISU           | FG de 41 yards par K Connor Assalley                                                                                                  | 10    | 3     |
| 2             | 07:23         | 5             | 32            | 02:04         | ND            | FG de 51 yards par K Jonathan Doerer                                                                                                  | 13    | 3     |
| 2             | 02:25         | 4             | 45            | 01:30         | ND            | TD à la suite d'une course de 1 yard par RB Jafar Armstrong + 1 point de conversion par K Jonathan Doerer                             | 20    | 3     |
| 2             | 00:50         | 8             | 67            | 01:35         | ISU           | FG de 26 yards par K Connor Assalley                                                                                                  | 20    | 6     |
|               |               |               |               |               |               | |       |       |
| 3             | 13:04         | 1             | 84            | 00:15         | ND            | TD à la suite d'une course de 84 yards par RB Tony Jones Jr. + 1 point de conversion par K Jonathan Doerer                            | 27    | 6     |
| 3             | 04:58         | 10            | 55            | 04:33         | ISU           | FG de 42 yards par K Cnonor Assalley                                                                                                  | 27    | 9     |
| 3             | 00:15         | 13            | 74            | 04:43         | ND            | FG de 19 yards par K Jonathan Doerer                                                                                                  | 30    | 9     |
| 4             | 03:53         | 9             | 28            | 04:51         | ND            | FG de 39 yards par K Jonathan Doerer                                                                                                  | 33    | 9     |
| Score final : | Score final : | Score final : | Score final : | Score final : | Score final : | Score final : | 33    | 9     |

## Statistiques
| Nom            | Équipe | Poste                        |
| -------------- | ------ | ---------------------------- |
| Chase Claypool | WR     | Fighting Irish de Notre Dame |

| Statistiques                           | ND                                                      | ISU                                                    |
| -------------------------------------- | ------------------------------------------------------- | ------------------------------------------------------ |
| 1er down                               | 17                                                      | 14                                                     |
| 1er down à la course                   | 7                                                       | 4                                                      |
| 1er down à la passe                    | 10                                                      | 9                                                      |
| 1er down suite pénalité                | 0                                                       | 1                                                      |
| Conversion de 3e down                  | 3/13                                                    | 5/15                                                   |
| Conversion de 4e down                  | 2/2                                                     | 0/2                                                    |
| Jeux–yards                             | 65 jeux pour 465 yards                                  | 59 jeux pour 272 yards                                 |
| Yards à la course                      | 37 courses pour 208 yards (moyenne de 5,6 yards/course) | 27 courses pour 45 yards (moyenne de 1,7 yards/course) |
| Yards à la passe                       | 247                                                     | 227                                                    |
| Passes : Réussies-Tentées-Interceptées | 20/28 passes complétées, 0 interception                 | 18/32 passes complétées, 0 interception                |
| Réussite en zone rouge/chances         | 4/4                                                     | 2/2                                                    |
| TD                                     | 3                                                       | 0                                                      |
| Field Goals                            | 4/4                                                     | 3/3                                                    |
| Sacks (Nombre-Yards)                   | 4 pour 26 yards adverses perdus                         | 1 pour 5 yards adverses perdus                         |
| Fumbles (Nombre/Perdus)                | 0/0                                                     | 2/2                                                    |
| Pénalités (Nombre/Yards perdus)        | 3 pour 30 yards perdus                                  | 1 pour 5 yards perdus                                  |
| Temps de possession                    | 32:48                                                   | 27:12                                                  |

| Fighting Irish de Notre Dame |                         |                                                                               |
| Quarterback                  | Ian Book                | 20/28 passes complétées, 247 yards, 0 interception, 1 TD, 1 sack subi         |
| Meilleur coureur             | Tony Jones Jr.          | 11 courses pour 135 yards nets gagnés, 1 TD, moyenne de 12,3 yards/course     |
| Meilleur receveur            | Chase Claypool          | 7/11 réceptions pour 146 yards gagnés, 1 TD                                   |
| Meilleur tackler             | Jeremiah Owusu-Koramoah | 9 tacles dont 7 en solo, 4 TFL (26 yards), 3 sacks (20 yards), 1 FF et 1 FR   |
| Cyclones d'Iowa State        |                         |                                                                               |
| Quarterback                  | Brock Purdy             | 17/30 passes complétées, 222 yards, 0 interception, 0 TD, 3 sack subi         |
| Meilleur coureur             | Breece Hall             | 17 courses pour 55 yards nets gagnés, 0 TD, moyenne de 3,2 yards/course       |
| Meilleur receveur            | La'Michael Pettway      | 4/7 réceptions pour 54 yards gagnés, 0 TD                                     |
| Meilleur tackler             | Mike Rose               | 8 tacles dont 5 en solo, 1 TFL (5 yards), 1 sack (5 yards), 1 quarterback hit |